# Zimmer 483
Zimmer 483 er det tyske pop/rockband Tokio Hotels anden albumudgivelse. Albummet er udgivet i 2007.

## Spor
1. Übers Ende der Welt
2. Totgeliebt
3. Spring nicht
4. Heilig
5. Wo sind eure Hände
6. Stich ins Glück
7. Ich brech aus
8. Reden
9. Nach dir kommt nichts
10. Wir sterben niemals us
11. Vergessene Kinder
12. An deiner Seite (Ich bin da)
13. Wir Schliessen Uns Ein
14. Monsoon
15. Ready, Set, Go

Spor 13-15 findes kun på den franske og spanske deluxeudgave.